# П'ятра (Тулча)
П'ятра (рум. Piatra) — село у повіті Тулча в Румунії. Входить до складу комуни Остров.
Село розташоване на відстані 169 км на схід від Бухареста, 60 км на південний захід від Тулчі, 89 км на північний захід від Констанци, 59 км на південь від Галаца.

## Населення
За даними перепису населення 2002 року у селі проживали 11 осіб, усі — румуни. Усі жителі села рідною мовою назвали румунську.